# Cham Wings Airlines
Cham Wings Airlines ist eine private syrische Fluggesellschaft mit Sitz in Damaskus, die 2007 gegründet wurde. Geleitet wird das Unternehmen von Issam Shammout, Mehrheitsgesellschafter soll Rami Machluf, Cousin des ehemaligen syrischen Präsidenten Baschar al-Assad, sein.

## Flugziele
Im Jahr 2016 wurde Cham Wings wegen der Unterstützung der syrischen Regierung von US-Sanktionen ins Visier genommen.
Seit Juni 2021 steht die Airline zudem unter ukrainischen Sanktionen, weil sie die Krim angeflogen hat.
Cham Wings fliegt (Stand 2018) unter anderem nach Beirut, Bagdad, Kuwait, Maskat, Nadschaf, Teheran und Khartum und bedient nach eigenen Angaben weitere Ziele in der Region und auf der Arabischen Halbinsel. Seit 2020 wird auch wieder der Flughafen Aleppo bedient, von dem aus die Fluggesellschaft fünf wöchentliche Ziele bedient.
Cham Wings teilte am 13. November 2021 mit, die Flüge nach Belarus einzustellen. (siehe auch Migrationskrise an der Grenze zwischen Belarus und der Europäischen Union#Politische Reaktionen und Folgen). Im Zusammenhang mit der Migrationskrise wurde Cham Wings Airlines am 2. Dezember 2021 in die Sanktionsliste der Europäischen Union aufgenommen. Die Schweiz ist am 20. Dezember den EU-Sanktionen beigetreten.

## Flotte

### Aktuelle Flotte
Mit Stand Mai 2022 besteht die Flotte der Cham Wings Airlines aus drei Flugzeugen mit einem Durchschnittsalter von 26,8 Jahren:
| Flugzeugtyp     | Anzahl | bestellt | Anmerkungen | Sitzplätze |
| --------------- | ------ | -------- | ----------- | ---------- |
| Airbus A320-200 | 3      |          |             |            |
| Gesamt          | 3      | -        |             |            |

### Ehemalige Flotte
- Airbus A321-200
- McDonnell Douglas MD-82
- McDonnell Douglas MD-83